# Парадокс выбрасывания
Парадокс выбрасывания (англ. Throw away paradox) — ситуация, в которой экономический агент может получить выгоду, если предварительно выбросит или уничтожит часть своей собственности.
Подобная ситуация была теоретически обоснована и проанализирована в августе 1974 года будущим лауреатом Нобелевской премии по экономике 2005 года Робертом Ауманом в соавторстве со своим учеником Бецалелем Пелегом в небольшой статье с замечаниями к другой статье Дэвида Гейла об аналогичной ситуации.

## Описание
В упрощённой экономике существует два товара (x и y) и два трейдера (Алиса и Боб). При этом:
- Начальные запасы пары трейдеров равны (20;0) и (0;10), то есть Алиса имеет двадцать единиц товара x, а Боб — десять единиц товара y (в данном примере количество увеличено в 10 раз по сравнению с примером в статье Аумана и Пелега[1], что позволяет оперировать целыми, а не дробными долями товаров).
- В первой ситуации сразу начинается торговля (обмен), после которой равновесное состояние товарной корзины Алисы равно (4;2) — у неё после торговли будет четыре единицы x и две единицы y.
- Во второй ситуации Алиса решает до торговли выбросить половину своего первоначального запаса — она избавляется от 10 единиц товара x. Затем начинается торговля, после которой равновесное состояние товарной корзины Алисы равно (5;5) — после уничтожения части собственности, у неё в конце оказывается каждого из товаров больше, чем в первой ситуации!

Разумеется, Алиса получает выигрыш за счёт потерь Боба, равновесная корзина которого в первой ситуации равна (16;8), а во второй — только (5;5).

## Подробности

Условный пример построения линии наклона (синяя прямая) к кривой безразличия (красные кривые) в точке объёмов пары товаров x и y

Парадокс наблюдается не всегда, а при выполнении ряда условий. У обоих трейдеров одинаковая функция полезности со следующими характеристиками:
- Функция гомотетична по своим свойствам. В качестве примера Ауман и Пелег указывают[1] функцию вида: {\displaystyle u(x,y)={\frac {1}{(x+ay)^{-3}+(ax+y)^{-3}}}}, где {\displaystyle a} — задаваемый параметр в полуоткрытом интервале (0, 1]. Изменение этого дополнительного параметра позволяет показать плавность и непрерывность перехода от одной формы кривой безразличия к другой, что было одной из целей авторов при написании их работы. 
Но это не единственный вариант, существует множество других функций с описанными ниже свойствами.
- При двойном перевесе количества одного товара над другим {\displaystyle (x=2y)} наклон графика (угол касательной) кривой безразличия {\displaystyle u(2y,y)} равен −1/16 при {\displaystyle a} стремящемся к 0, и равен −1 при {\displaystyle a} равном 1. Исходя из соображений непрерывности авторы считают усреднённым значение −1/8[1], что означает для Алисы в первой ситуации необходимость отдать 8 единиц своего товара x за единицу y.
- При равенстве количества товаров на рынке {\displaystyle (x=y)} наклон кривой безразличия {\displaystyle u(y,y)} равен −1 для всех значений {\displaystyle a}[1], что означает для Алисы во второй ситуации необходимость отдать лишь единицу своего товара x за единицу y.

Объяснение парадокса: в данных выше условиях при уменьшении на рынке количества товара x, его цена настолько увеличивается, что выручка от продажи остатков по новой цене оказывается больше выручки от продажи первоначального количества по первоначальной цене, то есть роста выручки хватает, чтобы компенсировать Алисе потери из-за уменьшения количества продаваемого товара.

## Интерпретация
Парадокс выбрасывания поясняет, почему в некоторых ситуациях часть товаров выгоднее уничтожить или подарить, но не допустить на рынок.